# Pterolophia subunicolor
Pterolophia subunicolor là một loài bọ cánh cứng trong họ Cerambycidae.